# فيليس ديلون
فيليس ديلون (بالإنجليزية: Phyllis Dillon)‏ هي مغنية جامايكية، ولدت في 27 ديسمبر 1944 في أبرشية سانت كاترين في جامايكا، وتوفيت في 15 أبريل 2004 في لونغ آيلند في الولايات المتحدة بسبب سرطان.

## وصلات خارجية
- فيليس ديلون على موقع ميوزك برينز (الإنجليزية)
- فيليس ديلون على موقع أول ميوزيك (الإنجليزية)
- فيليس ديلون على موقع ديسكوغز (الإنجليزية)